# Glas (Album)
Glas ist das Debütalbum der deutschen Sängerin Nina Chuba. Es wurde am 24. Februar 2023 über Jive Records veröffentlicht.

## Hintergrund
Ein großer Teil der auf dem Album enthaltenen Titel entstand im Rahmen von Songwritingcamps auf Sizilien und Rügen.
Die erste auf dem Album enthaltene vorab veröffentlichte Single ist das Stück Neben mir, welches bereits im Jahr 2021 und somit gut eineinhalb Jahre vor Albumveröffentlichung herausgebracht wurde. Bei Neben mir handelt es sich um Nina Chubas erste Veröffentlichung nach dem Wechsel zum Label Jive Records und der damit einhergehenden Fokussierung auf deutschsprachige Musik. Des Weiteren ist unter anderem der Song Wildberry Lillet auf dem Album vertreten, welcher der Sängerin Mitte 2022 zum Durchbruch verhalf.
Insgesamt sind neun der 18 enthaltenen Stücke vorab veröffentlicht worden. Nicht auf dem Album enthalten sind hingegen die Stücke Molly Moon und Nicht allein, obwohl diese zeitlich nach Neben mir als Singles veröffentlicht worden waren.
Im November 2022 wurde die Veröffentlichung des Albums angekündigt.

## Titelliste
| Nr.          | Titel                                                    | Autor(en)                                                                                               | Produktion                       | Länge |
| ------------ | -------------------------------------------------------- | --- | -------------------------------- | ----- |
| 1.           | Mangos mit Chili                                         | Justin Fröhlich, Yannick Johannknecht, Nina Kaiser, Wanja Bierbaum, Michael Burek, Dokii                | Dokii, Michael Burek             | 2:14  |
| 2.           | Wildberry Lillet                                         | Kaiser, Bierbaum, Fröhlich, Johannknecht                                                                | Aside, Michael Burek             | 2:11  |
| 3.           | Alte Bilder                                              | Bierbaum, Burek, Dokii, Kaiser, Fröhlich                                                                | Dokii, Michael Burek             | 2:10  |
| 4.           | Mondlicht (feat. Majan)                                  | Tom Hengelbrock, Kaiser, Fröhlich, Bierbaum, Burek, Dokii, Marian Heim, Kilian Wilke, Johannes Burger   | Dokii, Michael Burek             | 3:39  |
| 5.           | Neben mir                                                | Dokii, Nina Chuba                                                                                       | Dokii                            | 2:45  |
| 6.           | Fieber                                                   | Bierbaum, Burek, Dokii, Kaiser, Fröhlich, Johannknecht                                                  | Dokii, Michael Burek             | 2:17  |
| 7.           | Glatteis                                                 | Flo August, Kaiser                                                                                      | Flo August                       | 3:22  |
| 8.           | Sakura                                                   | August, Kaiser                                                                                          | Flo August                       | 3:06  |
| 9.           | Ich glaub ich will heut nicht mehr gehen (feat. Provinz) | Dokii, Farsad Zoroofchi, Burek, Kaiser, Vincent Waizenegger                                             | Dokii, Michael Burek             | 2:55  |
| 10.          | Femminello                                               | Bierbaum, Burek, Dokii, Kaiser, Fröhlich, Jeremy Chacon, Jonas Kalisch, Henrik Meinke, Alexsej Vlasenko | Dokii, Michael Burek, Hitimpulse | 2:32  |
| 11.          | Solo                                                     | Bierbaum, Burek, Dokii, Kaiser, Chachon, Kalisch, Meinke, Vlasenko, Fröhlich                            | Dokii, Michael Burek, Hitimpulse | 2:37  |
| 12.          | Freitag                                                  | Bierbaum, Burek, Dokii, Kaiser, Fröhlich                                                                | Dokii, Michael Burek             | 2:08  |
| 13.          | Tracksuit Velours                                        | Johannknecht, Kaiser, Bierbaum                                                                          | Aside                            | 2:30  |
| 14.          | Lights out                                               | Dokii, Kaiser                                                                                           | Dokii, Michael Burek             | 2:34  |
| 15.          | Glas                                                     | Fröhlich, Kai Kotucz, Marcel Uhde, Melvin Schmitz, Kaiser, Samuele Frijo                                | Juh-Dee, Michael Burek, Dokii    | 2:42  |
| 16.          | Ich hass dich (feat. Chapo102)                           | Kaiser, Chapo102, August, Khrome030                                                                     | Flo August                       | 3:12  |
| 17.          | Tinnitus                                                 | Bierbaum, Burek, Dokii, Kaiser, Fröhlich                                                                | Dokii, Michael Burek             | 3:02  |
| 18.          | Alles gleich                                             | Dokii, Kaiser                                                                                           | Dokii                            | 3:53  |
| Gesamtlänge: | Gesamtlänge:                                             | Gesamtlänge:                                                                                            | Gesamtlänge:                     | 49:00 |

## Rezensionen
Rebecca Spilker urteilt in der Zeitschrift Musikexpress, Nina Chubas Musik sei nichts Besonderes, mache aber unter anderem aufgrund der „rotzfrechen, leicht rauhen Stimme“ Spaß. Verglichen wird das Album dabei mit frühen Seeed-Songs. Darüber hinaus lobt Spilker die Texte. Als Ergebnis werden 3 von 6 Sternen vergeben, zusammengefasst wird das Album als „Teenager-Dancehall für das nächste große Ferienlager“.
Auch auf Plattentests.de wird geäußert, dass das Album Spaß mache. Es wird musikalisch als „pompös-bläserlastig“ beschrieben. Besonders hervorgehoben werden die Titel Mangos mit Chilli, auch hier mit einem Seeed-Vergleich, Sakura mit den „geschickten Streicher-Einsätzen“ und das „nachtschwärmerische“ Lights Out. Die ruhigen Momente in Neben mir und Mondlicht wirkten allerdings ebenso deplatziert wie das reggaelastige Ich glaub ich will heut nicht mehr gehen und das „plump angerockte“ Ich hass dich. Daraus resultiert eine Bewertung mit 6 von 10 Punkten.
Glas wurde außerdem von Dasding, Delta radio, Der Spiegel, Deutschlandfunk Kultur, Diffus, FM4, Heute, laut.de, der Neuen Zürcher Zeitung und Zeit Online besprochen.

## Kommerzieller Erfolg

### Chartplatzierungen
Glas erreichte Platz eins der deutschen Albumcharts. Die Sängerin stand damit zum ersten Mal an der Spitze der deutschen Albumcharts. Darüber hinaus belegte das Album ebenfalls die Chartspitze der deutschen deutschsprachigen Albumcharts, die Chartspitze der Hip-Hop-Charts sowie Rang drei Vinylcharts, wo es sich lediglich Heut ist ein guter Tag (Donots) und dem Spitzenreiter Neues vom Dauerzustand (Deichkind) geschlagen geben.
| ChartsChartplatzierungen | Höchstplatzierung | Wochen |
| ------------------------ | ----------------- | ------ |
| Deutschland (GfK)        | 1 (… Wo.)         | …      |
| Österreich (Ö3)          | 1 (90 Wo.)        | 90     |
| Schweiz (IFPI)           | 5 (… Wo.)         | …      |

| ChartsJahrescharts (2023) | Platzierung |
| ------------------------- | ----------- |
| Deutschland (GfK)         | 8           |
| Österreich (Ö3)           | 11          |
| Schweiz (IFPI)            | 11          |

| ChartsJahrescharts (2024) | Platzierung |
| ------------------------- | ----------- |
| Deutschland (GfK)         | 7           |
| Österreich (Ö3)           | 17          |
| Schweiz (IFPI)            | 33          |

### Auszeichnungen für Musikverkäufe
| Land/Region        | Auszeichnungen für Musikverkäufe (Land/Region, Auszeichnung, Verkäufe) | Verkäufe |
| ------------------ | ---------------------------------------------------------------------- | -------- |
| Deutschland (BVMI) | Gold                                                                   | 100.000  |
| Schweiz (IFPI)     | Gold                                                                   | 10.000   |
| Insgesamt          | 2× Gold ·                                                              | 110.000  |